# JOE
JOE (Joe's Own Editor) – edytor tekstu pracujący w środowisku tekstowym w systemach Uniksowych, np. pod Linuksem. Został napisany przez Josepha H. Allena.
Sposobem pracy JOE różni się od standardowych edytorów konsolowych jak vi i Emacs, bardziej przypominając edytor WordStar (nie posiada m.in. trybów pracy czy też rozbudowanej klawiszologii) lub środowisko Turbo firmy Borland, przez co jest dobrym edytorem dla rozpoczynających pracę w trybie tekstowym i szukających prostego edytora. Nie posiada też trudnego dla niektórych pojęcia "buforów" (obecnych w Emacsie) dając możliwość edycji w dobrze znanych oknach.
JOE posiada bardzo rozbudowane możliwości konfiguracji i dostosowywania sposobu działania do innych edytorów – w pakiecie są już gotowe konfiguracje dla emulowania edytorów: Emacs (jmacs), Pico (jpico) oraz WordStar (jstar). Jest też bardzo dobrze opracowany pod względem dopasowywania do różnych typów terminali oraz pracy zdalnej.
JOE jest udostępniany na zasadach licencji GNU GPL.
Najważniejsze skróty klawiszowe:
- Operacje na plikach:
  - Control K X – wyjście z edytora z zapisaniem zmian
  - Control-C – wyjście bez zapisania zmian
  - Control-K E – otworzenie lub utworzenie nowego pliku do edycji
  - Control-K D – zapisanie aktualnego pliku bez wychodzenia z niego

- Operacje na blokach:
  - Control-K B – początek bloku
  - Control-K K – koniec bloku
  - Control-K Y – usunięcie bloku
  - Control-K C – skopiowanie bloku

- Operacje na oknach:
  - Control-K O – podzielenie aktywnego okna w połowie
  - Control-K P – poprzednie okno
  - Control-K N – następne okno
  - Control-K I – przełączanie pomiędzy widokiem jednego okna i wszystkich okien
- Inne:
  - Control-K H – pomoc